# Lapparentosaurus madagascariensis
Lapparentosaurus madagascariensis es la única especie conocida del género extinto Lapparentosaurus (“lagarto de Lapparent”) es un género representado por una única especie de dinosaurio saurópodo eusaurópodo, que vivió a mediados del período Jurásico, hace aproximadamente 167 millones de años, en el Bathoniense, en lo que hoy es Madagascar.

## Descripción
Lapparentosaurus fue un saurópodo de 15 metros de largo, 6 de alto y un peso de 25 toneladas. Por estudios microscópicos se pudo conocer que poseía una tasa de crecimiento que era muy alta en su infancia se hacía cada vez más lento a medida que crecía, el modelo clásico de los dinosaurios. Sugieren los que saurópodos tenían una vida activa sobre suelo firme con un crecimiento continuo y endotérmico relacionado con la masa. R Los estudios de determinación de la edad realizados con recuentos de anillos de crecimiento sugieren que este saurópodo tardó entre 31 y 45 años en alcanzar la madurez sexual y fue de crecimiento relativamente rápido dada la presencia de una gran cantidad de hueso fibrolamelar.

## Descubrimiento e investigación
En 1895 Richard Lydekker nombró una nueva especie de Bothriospondylus, B. madagascariensis basa en fósiles encontrados antes de 1894 por J.T. Last en la cuenca Majunga en capas de la Bathoniense, la formación de Isalo III. Debido a que no había una conexión real con esta forma en inglés, en 1986 José Fernando Bonaparte nombró un género separado. La especie tipo, la única conocida, es Lapparentosaurus madagascariensis. El nombre genérico honra a Albert-Félix de Lapparent. El holotipo asignado por Bonaparte, MAA 91-92, consta de dos arcos neurales. Se ha referido material mucho más abundante, de al menos tres, pero quizás tanto como diez individuos de diferentes etapas de crecimiento. Esto incluye vértebras y elementos de las extremidades, pero no cráneos. La especie aún carece de una buena descripción y diagnóstico. No debe confundirse con? Bothriospondylus madagascariensis, un taxón distinto que ahora se llama Vouivria.

## Clasificación
La posición filogenética de Lapparentosaurus es poco conocida. Exhibe una combinación inusual de caracteres de saurópodos basales y derivados. Se ha clasificado como un braquiosáurido o un titanosauriforme indeterminado. Sin embargo, los análisis filogenéticos recientes han demostrado que es un eusaurópodo basal, no relacionado en absoluto con los braquiosáuridos.

### Filogenia
|  | Lapparentosaurus |
|  |                  |
|  | Jobaria          |
|  |                  |

|  | Atlasaurus                                                   |
|  |                                                              |
|  | \| \| Turiasauria \| \| \| \| \| \| Neosauropoda \| \| \| \| |
|  |                                                              |
|  | Turiasauria                                                  |
|  |                                                              |
|  | Neosauropoda                                                 |
|  |                                                              |

|  | Turiasauria  |
|  |              |
|  | Neosauropoda |
|  |              |

|  | Atlasaurus                                                   |
|  |                                                              |
|  | \| \| Turiasauria \| \| \| \| \| \| Neosauropoda \| \| \| \| |
|  |                                                              |
|  | Turiasauria                                                  |
|  |                                                              |
|  | Neosauropoda                                                 |
|  |                                                              |

|  | Turiasauria  |
|  |              |
|  | Neosauropoda |
|  |              |

|  | Lapparentosaurus |
|  |                  |
|  | Jobaria          |
|  |                  |

|  | Atlasaurus                                                   |
|  |                                                              |
|  | \| \| Turiasauria \| \| \| \| \| \| Neosauropoda \| \| \| \| |
|  |                                                              |
|  | Turiasauria                                                  |
|  |                                                              |
|  | Neosauropoda                                                 |
|  |                                                              |

|  | Turiasauria  |
|  |              |
|  | Neosauropoda |
|  |              |

|  | Atlasaurus                                                   |
|  |                                                              |
|  | \| \| Turiasauria \| \| \| \| \| \| Neosauropoda \| \| \| \| |
|  |                                                              |
|  | Turiasauria                                                  |
|  |                                                              |
|  | Neosauropoda                                                 |
|  |                                                              |

|  | Turiasauria  |
|  |              |
|  | Neosauropoda |
|  |              |

|  | Lapparentosaurus |
|  |                  |
|  | Jobaria          |
|  |                  |

|  | Atlasaurus                                                   |
|  |                                                              |
|  | \| \| Turiasauria \| \| \| \| \| \| Neosauropoda \| \| \| \| |
|  |                                                              |
|  | Turiasauria                                                  |
|  |                                                              |
|  | Neosauropoda                                                 |
|  |                                                              |

|  | Turiasauria  |
|  |              |
|  | Neosauropoda |
|  |              |

|  | Atlasaurus                                                   |
|  |                                                              |
|  | \| \| Turiasauria \| \| \| \| \| \| Neosauropoda \| \| \| \| |
|  |                                                              |
|  | Turiasauria                                                  |
|  |                                                              |
|  | Neosauropoda                                                 |
|  |                                                              |

|  | Turiasauria  |
|  |              |
|  | Neosauropoda |
|  |              |

|  | Lapparentosaurus |
|  |                  |
|  | Jobaria          |
|  |                  |

|  | Atlasaurus                                                   |
|  |                                                              |
|  | \| \| Turiasauria \| \| \| \| \| \| Neosauropoda \| \| \| \| |
|  |                                                              |
|  | Turiasauria                                                  |
|  |                                                              |
|  | Neosauropoda                                                 |
|  |                                                              |

|  | Turiasauria  |
|  |              |
|  | Neosauropoda |
|  |              |

|  | Atlasaurus                                                   |
|  |                                                              |
|  | \| \| Turiasauria \| \| \| \| \| \| Neosauropoda \| \| \| \| |
|  |                                                              |
|  | Turiasauria                                                  |
|  |                                                              |
|  | Neosauropoda                                                 |
|  |                                                              |

|  | Turiasauria  |
|  |              |
|  | Neosauropoda |
|  |              |

|  | Lapparentosaurus |
|  |                  |
|  | Jobaria          |
|  |                  |

|  | Atlasaurus                                                   |
|  |                                                              |
|  | \| \| Turiasauria \| \| \| \| \| \| Neosauropoda \| \| \| \| |
|  |                                                              |
|  | Turiasauria                                                  |
|  |                                                              |
|  | Neosauropoda                                                 |
|  |                                                              |

|  | Turiasauria  |
|  |              |
|  | Neosauropoda |
|  |              |

|  | Atlasaurus                                                   |
|  |                                                              |
|  | \| \| Turiasauria \| \| \| \| \| \| Neosauropoda \| \| \| \| |
|  |                                                              |
|  | Turiasauria                                                  |
|  |                                                              |
|  | Neosauropoda                                                 |
|  |                                                              |

|  | Turiasauria  |
|  |              |
|  | Neosauropoda |
|  |              |

|  | Lapparentosaurus |
|  |                  |
|  | Jobaria          |
|  |                  |

|  | Atlasaurus                                                   |
|  |                                                              |
|  | \| \| Turiasauria \| \| \| \| \| \| Neosauropoda \| \| \| \| |
|  |                                                              |
|  | Turiasauria                                                  |
|  |                                                              |
|  | Neosauropoda                                                 |
|  |                                                              |

|  | Turiasauria  |
|  |              |
|  | Neosauropoda |
|  |              |

|  | Atlasaurus                                                   |
|  |                                                              |
|  | \| \| Turiasauria \| \| \| \| \| \| Neosauropoda \| \| \| \| |
|  |                                                              |
|  | Turiasauria                                                  |
|  |                                                              |
|  | Neosauropoda                                                 |
|  |                                                              |

|  | Turiasauria  |
|  |              |
|  | Neosauropoda |
|  |              |

|  | Lapparentosaurus |
|  |                  |
|  | Jobaria          |
|  |                  |

|  | Atlasaurus                                                   |
|  |                                                              |
|  | \| \| Turiasauria \| \| \| \| \| \| Neosauropoda \| \| \| \| |
|  |                                                              |
|  | Turiasauria                                                  |
|  |                                                              |
|  | Neosauropoda                                                 |
|  |                                                              |

|  | Turiasauria  |
|  |              |
|  | Neosauropoda |
|  |              |

|  | Atlasaurus                                                   |
|  |                                                              |
|  | \| \| Turiasauria \| \| \| \| \| \| Neosauropoda \| \| \| \| |
|  |                                                              |
|  | Turiasauria                                                  |
|  |                                                              |
|  | Neosauropoda                                                 |
|  |                                                              |

|  | Turiasauria  |
|  |              |
|  | Neosauropoda |
|  |              |

|  | Lapparentosaurus |
|  |                  |
|  | Jobaria          |
|  |                  |

|  | Atlasaurus                                                   |
|  |                                                              |
|  | \| \| Turiasauria \| \| \| \| \| \| Neosauropoda \| \| \| \| |
|  |                                                              |
|  | Turiasauria                                                  |
|  |                                                              |
|  | Neosauropoda                                                 |
|  |                                                              |

|  | Turiasauria  |
|  |              |
|  | Neosauropoda |
|  |              |

|  | Atlasaurus                                                   |
|  |                                                              |
|  | \| \| Turiasauria \| \| \| \| \| \| Neosauropoda \| \| \| \| |
|  |                                                              |
|  | Turiasauria                                                  |
|  |                                                              |
|  | Neosauropoda                                                 |
|  |                                                              |

|  | Turiasauria  |
|  |              |
|  | Neosauropoda |
|  |              |